# Whitney Smith
Whitney Smith (Arlington (Massachusetts), 26 de febrero de 1940 - Peabody (Massachusetts), 17 de noviembre de 2016) fue un vexilólogo estadounidense. Precisamente, el término vexilología fue empleado por primera vez en su artículo «Flags of the Arab World» («Banderas del mundo árabe» en español), publicado en la revista The Arab World, en 1958. 

## Biografía
Cursó sus estudios de pregrado en la Universidad Harvard, y de postgrado (Máster y Doctorado) en la Universidad de Boston, donde ejerció de profesor de Ciencias Políticas desde 1964 hasta 1970.
En 1961, junto con Gerhard Grahl comenzaron la publicación del The Flag Bulletin, primera publicación periódica dedicada exclusivamente a la vexilología. Al año siguiente, el 1 de febrero de 1962, funda el Centro de Investigación de la Bandera (Flag Research Center en inglés) en Winchester (Massachusetts). Smith organizó, junto con Klaes Sierksma, el I Congreso Internacional de Vexilología, celebrado en Muiderberg, Países Bajos en 1965. En 1967, también fue el responsable de la creación de  Asociación Vexilológica Norteamericana (NAVA), y colaboró en el nacimiento de la Federación Internacional de Asociaciones Vexilológicas.

Smith fue el asesor del gobierno de Guyana para la adopción de su bandera nacional, en 1966.

Propuesta de Smith para Bandera de la Antártida.

Smith escribió 27 libros, de entre los cuales destacan:
- Flags Through the Ages and Across the World
- The Flag Book of the United States
- Flag Lore of all Nations

que han sido traducidos a varios idiomas y vendidos en numerosas ediciones alrededor de todo el mundo.
Como asesor en temas vexilológicos, trabajó con gobiernos, administraciones públicas y organizaciones privadas de varios países, pudiendo considerarse que es el primer vexilólogo profesional de la historia, ya que sus publicaciones y asesorías le permitieron dedicarse por entero a la vexilología.
Murió el 17 de noviembre de 2016, a la edad de 76 años.